# Intermediärfilamente
Intermediärfilamente (Filamenta intermedialia) sind im Cytoplasma einer Zelle gelegene Strukturen aus Proteinen, die der Erhöhung der mechanischen Stabilität der Zelle dienen. Sie gehören neben den Mikrotubuli und den Mikrofilamenten zu den strukturellen Hauptkomponenten des Zytoskeletts. Der Name rührt daher, dass sie mit einem Durchmesser von etwa 10 Nanometern zwischen den Mikrofilamenten (7 nm) und den Mikrotubuli (20 bis 30 nm) liegen. Bei Pflanzen kommen Intermediärfilamente nicht vor.

## Aufbau

Aufbau eines Intermediärfilaments

Ein einzelnes Monomer, die Untereinheit der Intermediärfilamente, ist etwa 48 nm lang und sehr dünn. Das Monomer hat an beiden Enden globuläre Domänen, die typspezifisch sind, also von Protein zu Protein verschieden sein können. Ein Coiled-Coil-Dimer besteht aus zwei parallelen, seilartig um sich selbst gewundenen Monomeren. Mehrere dieser Dimere lagern sich antiparallel und leicht verschoben durch nichtkovalente Bindungen aneinander zu Tetrameren. Viele dieser Tetramere bilden wiederum ein seilartiges Filament, mit einem Tetramer im Zentrum und sieben darum gewickelten Tetrameren mit einem gesamten Durchmesser von ca. 10 nm.
Die Intermediärfilamente sind durch spezifische Proteine (Intermediärfilament-assoziierte Proteine, z. B. Desmoplakin) untereinander zu größeren Bündeln (Tonofibrillen) verbunden. Diese Proteine dienen auch der Verbindung der Intermediärfilamente mit den anderen Elementen des Zytoskeletts.

## Typen
Man unterscheidet derzeit sechs Typen von Intermediärfilamenten, wobei einige noch unklassifiziert sind, so dass bis zu neun Typen denkbar sind. Einige sind gewebsspezifisch, Lamine kommen in allen Zellen vor.
| Typ                   | Vertreter | Vorkommen |
| 1 (saure Keratine)    | saures Keratin (CK9-CK20)                                                                                     | Epithelien |
| 2 (basische Keratine) | basisches Keratin (CK1-CK8)                                                                                   | Epithelien |
| 3 (Desmine)           | GFAP (saures Gliafilament, glial fibrillar acidic protein) Desmin Syncoilin Vimentin Peripherin               | Gliazellen, Astrozyten Muskelzellen Neuronen u. Muskelzellen Zellen mesenchymaler Herkunft periphere Neurone u. spinale Motorneuronen |
| 4                     | α-Internexin (Neurofilament) NF-L (Neurofilament) NF-M (Neurofilament) NF-H (Neurofilament) Synemin Symcoilin | ZNS während der Entwicklung Neurone Zytoskelett, Nerven- und Muskelzellen Neuronen u. Muskelzellen                                    |
| 5 (Lamine)            | A-Typ Lamin (Lamin A u. C) B-Typ Lamin (Lamin B1 u. B2)                                                       | Zellkern (v. a. Kernlamina) Zellkern (v. a. Kernlamina)                                                                               |
| 6                     | Nestin „Beaded filaments“ perlenartige Filamente: Filensin (BFSP1), Phakinin (BFSP2)                          | neuroepitheliale Stammzellen Augenlinse                                                                                               |